# Senyawe
Senyawe est une ville du Botswana.